# Уттывеем
Уттывеем (Утавээм) — река на Дальнем Востоке России, протекает по территории Чукотского района Чукотского автономного округа.
Название в переводе с чукот. — «лесная (дровяная) река».
Длина реки — 66 км. Берёт истоки северо-восточных склонов горы Пэкульней Чукотского нагорья, впадает в лагуну Инчоун Чукотского моря.
Река является местом нереста лососёвых. Здесь же водится небольшая популяция редкого эндемика — берингийского омуля.
В низовьях Уттывеема отмечен редкий вид мхов Grimmia anodon, в Арктике более почти не встречающегося.
Бассейн Уттывеема включён в состав территории национального парка «Берингия» (участок Инчоун).

### Притоки
От истока: Итуилгивээм, Тундровый, Горный, Яраренпын, Иттылвын, Инчоунвээм, Ярармывээм, Кэлэнкэньевээм, Кымлёнвээм, Янреэмытвээм, Мейнымытлеэтун.